# 마리카 킬리우스
마리카 킬리우스(독일어: Marika Kilius, 1943년 3월 24일 ~ )는 독일의 피겨스케이팅 선수이다. 한스위르겐 보임러와 페어를 이뤄 올림픽에서 은메달 2개, 세계 선수권 대회에서 2번 우승하였다.

## 생애
마리카 킬리우스는 1943년 3월 24일에 헤센주 프랑크푸르트 암마인에서 미용사의 딸로 태어났다.
1964년에 프랑크푸르트 암마인 출신인 공장 소유자의 아들 베르너 찬과 결혼했으나 이혼했다. 이후에 재혼했으나 두번째 남편과도 이혼하였다.

## 선수 경력
킬리우스는 싱글 스케이팅 선수로 시작했지만 일찌감치 페어로 전향했다. 1948년에 프란츠 닝겔과 페어를 구성했으며, 1956년 동계 올림픽에서 4위를 했고 1957년 세계 선수권 대회에서 은메달을 획득했다.
닝겔과의 조를 해체한 후 1957년에 킬리우스는 에리히 첼러의 지도로 한스위르겐 보임러와 함께 페어를 구성했으며, 세계 선수권 대회에서 2번 우승했다.
1959년에 독일 올해의 여자 운동 선수로 선정되었다.